# さん!さん!モーニング
『さん!さん!モーニング』は、東海ラジオ放送で放送されていた朝のラジオワイド番組。1972年7月3日開始、1990年7月31日終了。

## 概要
1966年1月24日からこの時間帯で放送されていた朝ワイド番組『おはよう東海』に代わり、放送開始。初代パーソナリティの天野鎮雄は、同じ東海ラジオの『ミッドナイト東海』のパーソナリティを1972年4月で降板、それから3か月で、この番組のスタートで東海ラジオの朝の顔となった。最初この番組は月曜日から土曜日までの放送で、当時は平日とは別に土曜日パーソナリティで谷口佳世子が出演、1974年4月改編で土曜日が終了し、この枠は『さん!さん!サタデー 青空ワイド』として独立、以後は月曜日から金曜日までの放送となる。
1982年4月改編を以って天野が新ワイド番組『アマチンのラジオにおまかせ』のパーソナリティに異動することになったのに伴い、『ラジオにおまかせ』の前番組だった『ふれあいスタジオ お隣さんお向かいさん』（平日11時 - 12時）のパーソナリティであった伊藤春雄と放送枠を交換する形で、伊藤が本番組の二代目パーソナリティとなった。
1985年10月7日より、同年10月改編で終了した『町田吉史のモーニングエコー』（平日8時 - 9時）の枠を吸収し、9時まで放送枠を拡大。
1990年7月31日の放送を以て18年1か月にわたる放送を終了したが、伊藤春雄は1990年8月スタートの新・土曜朝ワイド『伊藤春雄の心ひらいて土曜がイチバン』のパーソナリティに就任、引き続き東海ラジオでパーソナリティを務めている。

### 番組を通じての社会運動
本番組は番組を通じて社会運動を展開する「行動するラジオ」としても評判を集めており、スタートした年、1972年8月2日には愛知県内の小原村（現・豊田市）で豪雨のために民家が土砂で流されるなどの被害に遭ったことを受けて、番組を通じて仮設住宅の建設を当時の建設大臣の木村武雄に訴えかけた。また愛知県立名古屋盲学校へ「愛の楽器」の寄贈など常に問題を提起、1973年11月7日には「在宅重症心身障害児にオルゴール入り御殿まりを贈る」キャンペーンを開始、翌1974年には5月と7月の二回にわたり、名古屋市に『オルゴール基金』を寄贈。この活動はこの年1974年10月8日に行われた日本民間放送連盟の『民間放送全国大会』で放送活動部門にて連盟賞を受賞。また1975年6月には、「交通遺児のためのお年玉キャンペーン」の一環としてリスナーによる自主的支援組織『さん!さん!午後の会』が結成され、『愛の竹筒募金運動』などが展開された。この活動も、1975年10月9日に行われた同じ民間放送全国大会の放送活動部門にて二年連続連盟賞を受賞した。1975年9月8日には『難病患者のための1億円キャンペーン』を開始して『善意の難病基金』が発足、1979年4月から『財団法人難病救済基金』発足の手続きを進めて実現、1981年5月11日には車椅子用リフトバスを名古屋市身体スポーツセンターに贈呈、同年7月26日には名古屋市内栄公園で開催された『さん!さん!フェスティバル』の会場において『岐阜山鳩の会』と『三重県重度障害者を明るくする会』にミニキャブを贈呈。1982年2月3日には「社会福祉法人 中部善意銀行」に最後の車いす用の車贈呈。このように番組主導での社会活動を続けた。

### 聴取者参加ツアー
冬の札幌まつり 雪像づくりツアー
- さっぽろ雪まつりにおいて、雪像は有名企業の宣伝によるものだけでなく、本来の市民参加型によるものも製作しようと、このような精神を持つ祭りにしていこうというグループ「百一人の会」に協力して参加するツアー。1980年に開始、1981年1月31日から2月2日に行われた第2回ツアーの参加者は320名。このツアーは本番組終了後も1999年まで続けられた[3]。

海が帰ってきた さん!さん!モーニング沖縄ツアー
- 1981年4月11日 - 4月13日実施。愛知県で就職した沖縄県からの高卒での就職者の人数が当時全国で3番目だったということに着目して企画。リスナー約150名が参加、そしてしばらく帰省出来なかった沖縄出身の若者5名を招待した。当時の仲谷義明愛知県知事から西銘順治沖縄県知事へのメッセージ手渡しも行われ、このツアーによって愛知県内において沖縄からやって来た若者を温かく迎えようといった世論が作り出された[3]。

さん!さん!中国大陸の旅
- 1985年11月2日 - 11月6日実施[5]。

## 放送時間
| 期間                          | 放送時間                    |
| ----------------------------- | --------------------------- |
| 1972年7月3日 - 1973年6月      | 月曜日 - 土曜日 6:30 - 8:00 |
| 1973年7月 - 1974年3月         | 月曜日 - 土曜日 6:20 - 8:00 |
| 1974年4月 - 1974年9月         | 月曜日 - 金曜日 6:20 - 8:00 |
| 1974年10月 - 1985年10月4日    | 月曜日 - 金曜日 6:25 - 8:00 |
| 1985年10月7日 - 1990年7月31日 | 月曜日 - 金曜日 6:25 - 9:00 |

## パーソナリティ
平日
- 天野鎮雄 （1972年7月3日 - 1982年4月2日）
- 伊藤春雄 （1982年4月5日 - 1990年7月31日）

土曜日
- 谷口佳世子 （1972年7月8日 - 1974年3月30日）[6]

### 共演者
- 矢橋昇 （コラムニスト、1985年 - 1989年当時）

### アシスタント
- 小島愛理 （1986年9月まで、月 - 金）
- 鈴木恵美 （1986年10月 - 1988年3月、月 - 金）
- 大手美知恵 （1988年4月 - 1990年7月、月・火・水）
- 久保田玲子 （1988年4月 - 1990年3月、木・金）
- 森田なぎさ （1990年4月 - 1990年7月、木・金）

### レポーター
- 岡山玲子 （1989年9月まで）
- 江川みどり （1988年9月まで）
- 安藤まり子 （1988年10月 - 1990年3月）
- 吉田佳代 （1989年10月 - 1990年7月）
- 土開仁美 （1990年4月 - 1990年7月）
- 伊藤道代 （1990年4月 - 1990年7月）

## 主なコーナー

### 6:25 - 8:00
- ラッキーコール 今日の合い言葉[6][7][8]
  - このコーナーにはがきで応募した中から一名に電話をかけ、番組中に発表した合い言葉が言えたら賞品が贈呈された（1981年当時、賞品は3000円分の図書券と缶詰セット。月間賞として全応募者の中から一名に全日空往復ペア航空券が贈られた）[9]。
- 朝の発言[6]
- ホット・ホットライン[6]
- デパート情報[6][7][8]
- おはよう社長対談[6] （1974年まで）
- おはよう対談・日本を考える[10] （1974年 - 1977年）
- トヨタ モーニングカレンダー[11] （1977年 - 1980年頃）
- お誕生日おめでとう[11][7] （1977年 - 1982年）
  - はがきで自分の生年月日を知らせてくれたリスナーの中から紹介、その中から一名に生まれた当日の新聞のコピーと花束が贈られる[9]。
- さんさんトピックス[11][7][8] （1977年 - 1990年7月）
- 日産フラッシュジャーナル[11][7] （1977年 - ）
- 天野鎮雄のひとことショウ → 伊藤春雄のひとことショウ[11][7][8] （1977年 - 1990年7月）
- いってらっしゃいいってきます[11][7] （1977年 - 1982年）
- モーニングパトロール[11][7][8] （1977年 - ）
- さん!さん!フレッシュパートナー[7][8] （1980年頃 - 1990年7月）
- 朝の発言ホットライン[8] （1982年 - 1985年）
- この人に花束を[8] （1982年 - 1985年）
- 見出しがきらり朝刊から[8] （1982年 - 1988年3月）
- ひと声千両！この人にきく[8] （1985年 - 1990年7月）
- 只今さんさん号ウォッチング中！[8] （1987年10月 - 1990年7月）
- 全日空さわやかレポート[8] （1987年10月 - 1990年7月）
- おはようグッドドライバー（文化放送制作、NRN各局ネット番組。荻昌弘、坂上二郎、木内みどり、中田喜子らが出演。1987年9月まで）[7][8]
- 市毛良枝の今朝も笑顔で（文化放送制作、NRN各局ネット番組。1987年10月 - 1988年3月）[8]
- 宮崎美子のいい朝トキメキっ！（文化放送制作、NRN各局ネット番組。1988年4月 - ）[8]

### 8:00 - 9:00
☆ - 1985年10月4日までこの枠で放送されていた『町田吉史のモーニングエコー』から続行のコーナー
- ☆ニューススナップ[8]
- ☆今日のミニ百科[8]
- ☆トヨタ・モーニング・カレンダー[8]
- 世相スケッチ[8] （1985年10月 - ）
- ☆レクリエーション・ガイド[8]
- ☆レッツゴー・ビジネスマン[8]
- ☆ラジオ・シグナル[8] （1988年9月まで）
- モーニングクイズ[8] （1985年10月 - 1990年7月）